# دوین کارول مومجوقلیان
دوین کارول مومجوقلیان (ارمنی: [] Error: {{Lang}}: فاقد متن (راهنما)؛ انگلیسی: Tvin Carole Moumjoghlian؛ زادهٔ ۲۱ ژوئیهٔ ۱۹۸۹) ورزشکار ارمنی‌تبار اهل لبنان در رشته تنیس روی میز است. وی در بازی‌های آسیایی ۲۰۱۰ و المپیک تابستانی ۲۰۱۲ به رقابت پرداخت. وی هم برای باشگاه هومنتمن بیروت بازی می‌کند.

## زندگی‌نامه
وی در ۲۱ ژوئیهٔ ۱۹۸۹ در برج حمود به دنیا آمد. مومجوقلیان دارای مدرک کارشناسی رشته علم اقتصاد از دانشگاه آمریکایی بیروت می‌باشد.